# Aline Barbosa
Aline Barbosa – brazylijska judoczka.
Brązowa medalistka igrzysk Ameryki Południowej w 2006, a także pierwsza w drużynie. 